# Георг Адам фон Щархемберг
Йохан Георг Адам Карл фон Щархемберг (на немски: Johann Georg Adam Karl von Starhemberg; * 10 август 1724, Лондон; † 19 април 1808, Виена) е граф от 1765 г. княз от стария австрийски благороднически род Щархемберг, австрийски дипломат и министър, главен дворцов майстер и близък довереник на Мария Терезия. Той е австрийски посланик в Португалия (1750 – 1751), в Испания (1751 – 1752) и във Франция (1753 – 1766).

## Живот
Той е син (12 дете) на граф Конрад Зигмунд фон Щархемберг (1689 – 1727), имперски посланик в Лондон (1724 – 1727), и съпругата му графиня Мария Леополдина Терезия Рената Доротея фон фон Льовенщайн-Вертхайм-Рошфор (1689 – 1763), дъщеря на 1. княз Максимилиан Карл фон Льовенщайн-Вертхайм-Рошфор (1656 – 1718) и графиня Поликсена Мария фон Куен-Лихтенберг-Беласи (1658 – 1712). Неговия кръстник е британския крал Джордж I.
Георг Адам загубва рано баща си и за възпитанието му се грижат майка му и чичо му граф Гундакар Томас фон Щархемберг (1663 – 1745). Завършва образованието си и пътува до дворовете и столиците на Европа.
През 1742 г. той започва държавна служба и става през 1748 г. имперски дворцов съветник. През 1744 г. става масон в Лайпциг и през 1747 г. се жени за братовчедката си графиня Терезия фон Щархемберг, която умира при раждане през 1749 г.
След мира в Аахен през 1748 г. той става камерхер при ерцхерцог Йозеф II и посланик. През 1754 г. Георг Адам се мести в Париж и за дванадесет години е посланик.
Георг Адаме издигнат на княз на 18 ноември 1765 г. През 1759 г. става рицар на Ордена на Златното руно. Кръстник на син му е лично френският крал Луи XV.
Той влияе чрез Мадам Дьо Помпадур на крал Луи XV. В Париж той преговаря успешно за женитбата между Мария-Антоанета и по-късния крал Луи XVI. През 1770 г. придружава като императорски комисар Мария Антоанета до Страсбург и е поканен от френския крал да присъства на сватбата в Париж. Същата година той става министър на Австрийска Нидерландия (1770 – 1783). Той остава до 1783 г. в Брюксел.

## Фамилия
Първи брак: на 13 ноември 1747 г. във Виена с братовчедката си графиня Мария Терегия Естер фон Щархемберг (* 2 февруари 1731; † 12 октомври 1749, Виена), дъщеря на граф Отокар Франц Якоб фон Щархемберг (1681 – 1733) и графиня Мария Кристина Таутзон фон Фалкенщайн (1702 – 1743). Те имат една дъщеря:
- Мария Леополдина (* 3 февруари 1749; † 9 януари 1756)

Втори брак: на 1 юли 1761 г. в Антверпен с принцеса Мария Франциска Йозефа фон Залм-Залм (* 28 октомври 1731; † 5 септември 1806, Виена), дъщеря на 1. княз Николаус Леополд фон Залм-Залм (1701 – 1770) и принцеса Доротея Франциска Агнес фон Залм (1702 – 1751). Те имат двама сина:
- Лудвиг Йозеф Максимилиан (* 12 март 1762, Париж; † 2 септември 1833, дворец Дюрнщайн), 2. княз, женен на 24 септември 1781 г. в Брюксел за Мари Луиза фон Аренберг (* 29 януари 1764; Брюксел; † 1 март 1835, Виена)
- Йозеф (* 1 март 1767; † 17 февруари 1768)